# Калівія-Торіку
Калівія-Торіку (грец. Καλύβια Θορικού) — муніципалітет в Греції, передмістя Афін, розташоване на віддалі 35 км від центра грецької столиці. Поселення оточене горами, гора Іметт лежить на північний захід, а Пентелі на північ від нього.

## Населення
| Рік  | Населення |
| ---- | --------- |
| 1981 | 4 860     |
| 1991 | 7 357     |
| 2001 | 12 202    |